# Csók

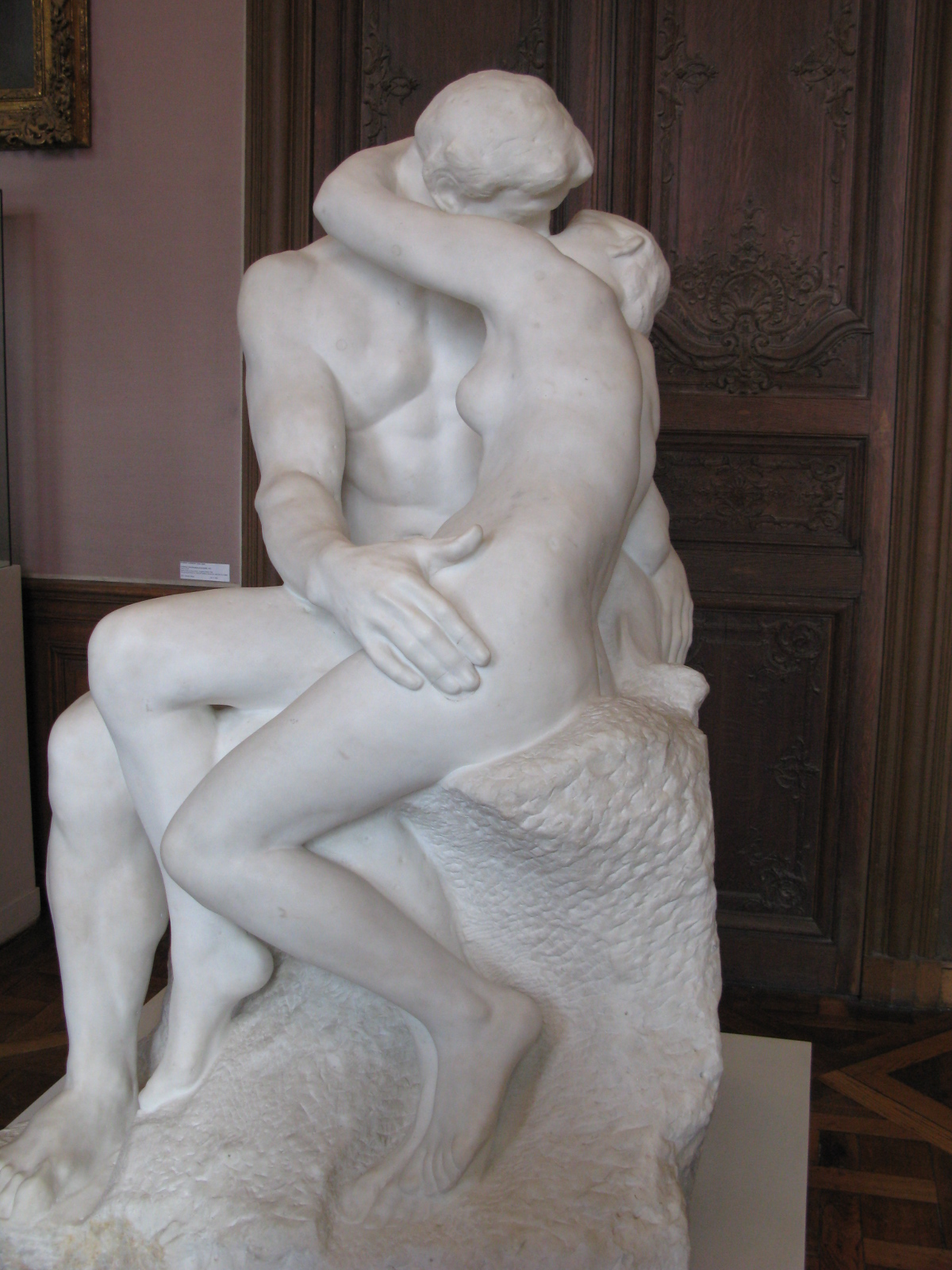
Auguste Rodin: A csók

A csók az ajkak összeérintése valamivel. A csókokkal foglalkozó tudomány a filematológia. A csókolózás feltehetőleg tanult viselkedés, több emlősállatnál is előfordul. Az embereknél nem minden kultúrában van szokásban. Az eszkimó és maori kultúrákban például az orrokat dörzsölik össze helyette.

## Csók mint az érzelmek kifejezése

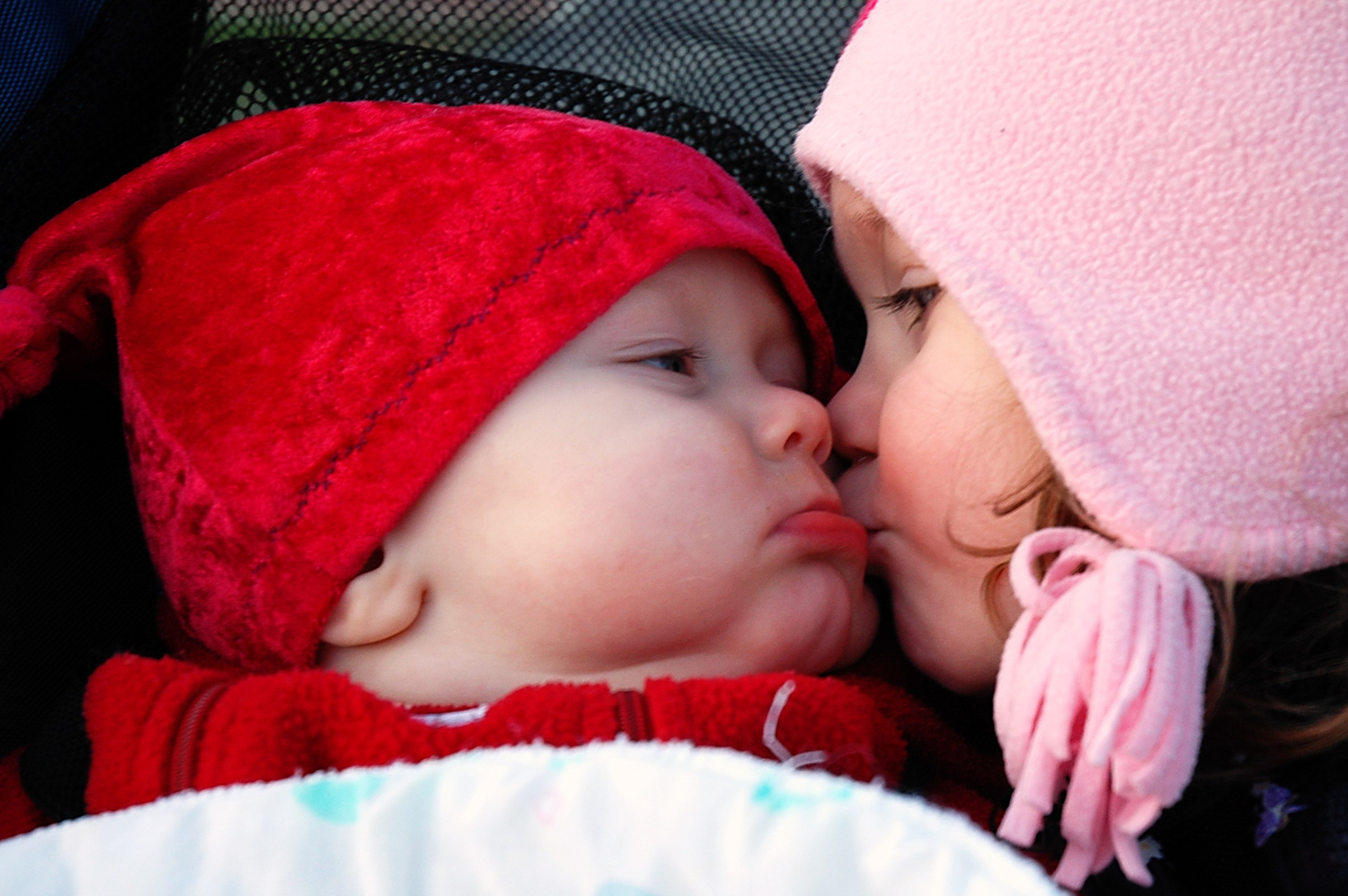
Gyermek puszit ad testvérének

A mai nyugati kultúrában a csók leggyakrabban a vonzalom kifejezése. Közeli ismerősök találkozáskor vagy búcsúzáskor gyakran arcon csókolják egymást. Európában és Latin-Amerikában leginkább ellenkező neműek vagy két nő közt fordul elő, de Kelet-Európában és a Közel-Keleten férfiak közt is. Magyarországon a férfiak közötti csók kizárólag rokonok, barátok között szokás, idegenekkel nem.
A romantikus vonzalom vagy szexuális vágy kifejezéseként két ember rendszerint szájon csókolja egymást, ez hevesebb és hosszabb, mint az arcra adott csók. A szenvedélyesebb csókoknál kinyithatják a szájukat, szívogathatják egymás ajkait, összeérinthetik a nyelvüket (francia csók).

## Csók mint jelkép
A csók, mikor nem az érzelmek kifejezése, jelképes cselekedet is lehet, például egy uralkodó vagy pápa gyűrűjének megcsókolásával az alávetettséget fejezik ki. A brit uralkodó és a magas rangú politikusok találkozását szintén kézcsók-ceremóniának hívják angolul, bár manapság már nem csókolják meg az uralkodó kezét.
Az interneten és az IRC-n a csókot ezek az emotikonok fejezik ki: xx, :* és (K).

## Aszimmetria a csókolózásban
Szájra adott csók során, hogy az orrok ne ütközzenek össze, az emberek oldalra fordítják a fejüket. A Nature magazin egyik cikkében Onur Güntürkün pszichológus (Ruhr Egyetem, Németország) 2003-ban arról számolt be, hogy kétszer annyian fordítják jobbra a fejüket, mint balra. Güntürkün szerint ez újszülöttkori preferenciára vezethető vissza.

## Biológia és evolúció
Az antropológusok még nem jutottak végső döntésre arról, hogy a csók egy tanult viselkedés vagy pedig ösztönös. Feltehetőleg kapcsolódik a szoptatáshoz vagy ahhoz a tevékenységhez, amikor az anyák megrágják az ételt gyermekeiknek. Az emberen kívül más főemlősök is végeznek hasonló aktivitást. A kutyák, macskák, madarak és néhány egyéb állat szintén végez csókhoz hasonlítható cselekvést, mint például a másik testének megnyalása vagy tisztítása.

### A csókolózás fiziológiája
Csókolózás során különböző feromonok cserélődnek melyek fontos élet- és viselkedéstani hatásokkal bírnak. A csók során cserélődnek például a nem illékony arcbőr és nyálkahártya felületi lipidek, melyek a kémiailag legbonyolultabb feromonok közé tartoznak.
A csókolózás bonyolult fizikai folyamat, mely jelentős izomkoordinációt igényel. Egy csók összesen 34 arcizmot és 112 tartóizmot vesz igénybe. Az egyik legjobban igénybe vett izom a száj körüli izom (musculus orbicularis oris), mely a száj gyűrődéséről gondoskodik. Francia csók esetén, a nyelv is egy jelentős szerepet kap. Az ajkak számos érzékeny idegvégződéssel rendelkeznek, ezért roppant érzékenyek az érintésre vagy harapásra.

#### Betegség-átvitel
A csók folyamán betegségek terjedhetnek (pl.: herpesz – Mononucleosis infectiosa) illetve allergiás reakciók léphetnek fel (drogokra és mogyoróra) a csókolózó felek közt. A kutatások azt mutatják, hogy HIV terjedése csókolózással nagyon valószínűtlen, ugyanakkor volt rá példa.

#### Pozitív élettani hatások
Elsősorban stresszcsökkentő hatással rendelkezik. Egy kontroll vizsgálat eredménye azt mutatta, hogy a csókolózás gyakoriságának növelése a házas és együtt élő pároknál egyaránt érezhető stresszcsökkenést, az együttélési elégedettség növekedését és koleszterinszint-csökkenést okozott.

## Megjelenése a kultúrában

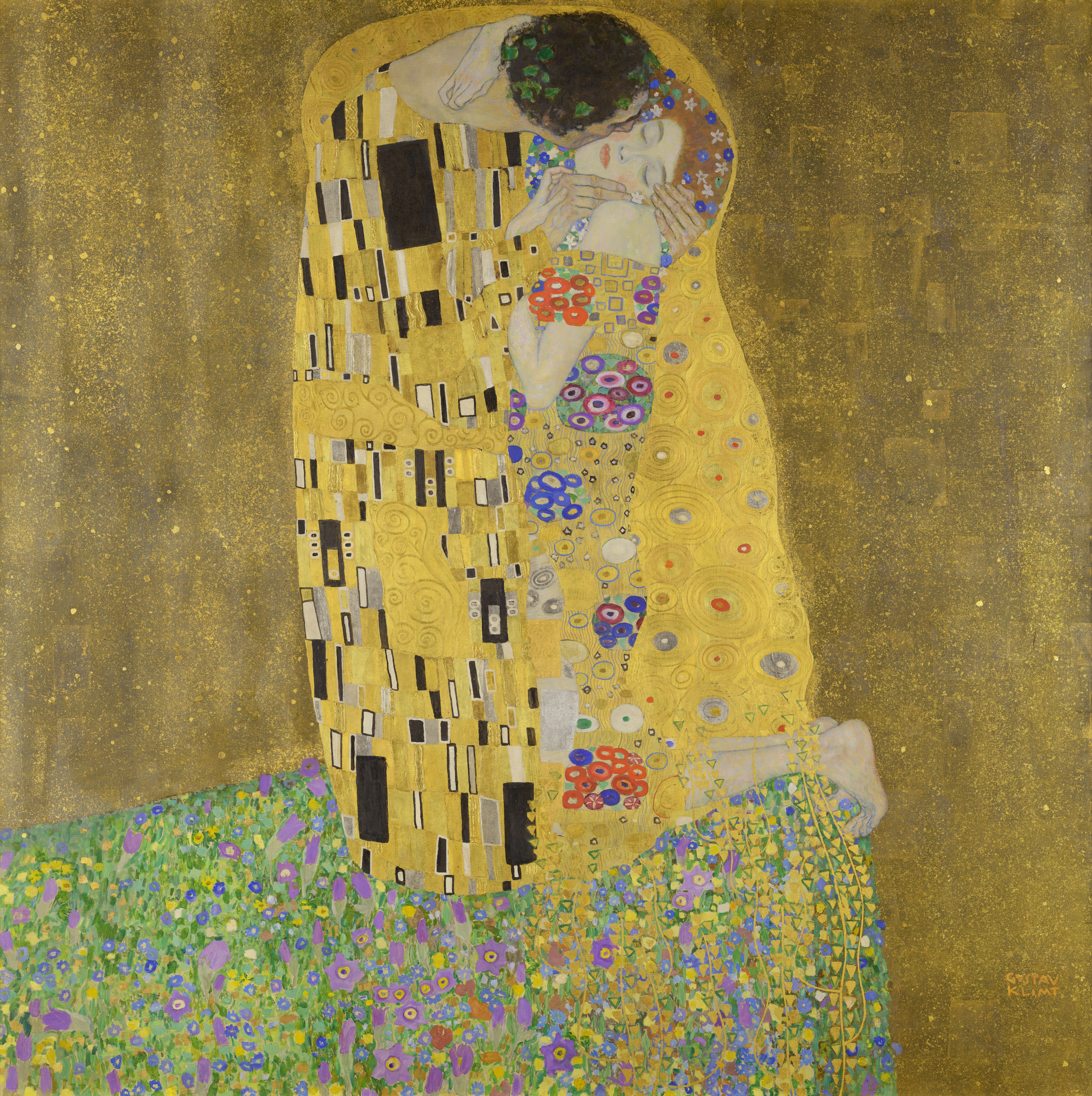
A csók, Gustav Klimt műve

- A Bibliában Júdás csókkal árulta el Jézust.
- Az ókori rómaiak háromféle csókot ismertek: az osculum a baráti puszi, a basium a szájra adott csók, a suavium pedig az érzéki csók.
- A Csipkerózsika mesében és a görög Pügmalión-mítoszban a férfi csókkal ébreszti fel / kelti életre a nőt. A békaherceges tündérmesékben viszont a nő csókja változtatja vissza a férfit békából, és a Mátrix című filmben is a nő (Trinity) csókolja meg a férfit (Neo), hogy visszahozza az életbe.
- Tarkan 1997-es slágerének, a Şımarıknak a refrénje két cuppanós csókból áll.
- Auguste Rodin híres szobra A csók (Le Baiser).
- Constantin Brâncuși szobrai A csók (Sărutul) és A csók kapuja (Poarta sărutului).
- Az 1896-os A csók című filmben egy negyvenhét másodpercig tartó csók van; a jelenet abban az időben botrányosnak számított.[2]
- Robert Doisneau francia fényképész 1950-ben lefényképezett egy csókolózó párt a párizsi Hotel de Ville előtt. A fénykép híressé vált, később A csók a városháza előtt címet kapta. Az 1990-es években egy pár sikertelenül beperelte a fényképészt, azt állítva, hogy ők szerepeltek a képen.
- Alfred Eisenstaedt világhírű fotográfiát készített egy párról, akik 1945-ben a japán felett aratott győzelmi ünnepségen vettek részt a Times Square-en.

## Érdekességek
- A leghosszabb csókra New Yorkban került sor, 2001. december 5-én. Louisa Almedovar és Rich Langley 30 óráig, 59 percig és 27 másodpercig csókolták egymást.
- A csók egyik legkedveltebb változata az ún. francia csók, aminek során az ajkak nyitva vannak és a nyelv is aktív szereplőjévé válik a csóknak.